# Наумов, Пётр Изотович
Пётр Изотович Наумов (1915—1987) — советский военный лётчик. Участник Великой Отечественной войны. Герой Советского Союза (1943). Генерал-майор авиации.

## Биография
Пётр Изотович Наумов родился 1 (14) октября 1915 года в деревне Акатово Калужского уезда Калужской губернии Российской империи (ныне посёлок Дзержинского района Калужской области) в крестьянской семье. Вскоре после Октябрьской революции семья Наумовых переехала в город Петроград (ныне Санкт-Петербург). Там Пётр Изотович окончил шесть классов школы в 1929 году и школу фабрично-заводского ученичества в 1931 году. Работал токарем на заводе «Красный Путиловец», одновременно учился на рабфаке.
В 1936 году военкоматом Кировского района города Ленинграда П. И. Наумов был призван в ряды Рабоче-крестьянской Красной Армии. Отслужив год срочной службы, подал рапорт о направлении его в лётную школу. В 1938 году Пётр Изотович окончил Чугуевскую авиационную школу пилотов. До войны служил лётчиком-инструктором сначала Читинской военной авиационной школы пилотов (1938—1939), затем Батайской ВАШП (1939—1941).
В боях с немецко-фашистскими захватчиками лейтенант П. И. Наумов участвовал с 19 августа 1941 года. Во время Великой Отечественной войны воевал на самолётах «ЛаГГ-3», «Ла-5» и «Як-1». Боевой путь начал в составе 181-го истребительного авиационного полка 44-й истребительной авиационной дивизии Юго-Западного фронта. В октябре того же года подразделение вошло в состав 64-й авиационной дивизии, находившейся в непосредственном подчинении командования Юго-Западного фронта. К ноябрю 1941 года лётчик 1-й авиаэскадрильи 181-го истребительного авиационного полка лейтенант П. И. Наумов совершил 55 боевых вылетов, 25 раз водил группы на штурмовку войск противника и сопровождение бомбардировщиков, сбил немецкий истребитель Ме-109. За отличие на Юго-Западном фронте Пётр Изотович был награждён первым орденом Красного Знамени. С февраля 1942 года полк, в котором служил лейтенант П. И. Наумов, вошёл в состав ВВС 6-й армии Юго-Западного фронта. В мае 1942 года он принял участие в Харьковской операции. В составе 6-й армии Пётр Изотович прошёл путь от рядового лётчика до командира звена, получил звание старшего лейтенанта. К июлю 1942 года он совершил 175 боевых вылетов, в том числе на штурмовку войск противника 41 вылет. Во время штурмовок старший лейтенант П. И. Наумов уничтожил 94 автомашины противника с грузами и пехотой, 55 повозок с грузами, 3 бронемашины и до 320 солдат и офицеров вермахта. С 12 июля 1942 года части Юго-Западного фронта были переданы Сталинградскому фронту, но в конце того же месяца полк был выведен на переформирование и переоснащен истребителями «Ла-5». 23 сентября 1942 года полк вошёл в состав 235-й истребительной авиационной дивизии 1-го истребительного авиационного корпуса 3-й воздушной армии Калининского фронта. Пётр Изотович принял участие в оборонительных сражениях на великолукском направлении.
В ноябре 1942 года 235-я истребительная дивизия была переброшена под Сталинград и вошла в состав 2-го смешанного авиационного корпуса 8-й воздушной армии Сталинградского фронта. Пётр Изотович в качестве командира эскадрильи принял участие в Сталинградской битве, затем участвовал в разгроме немецких войск под Котельниково. К концу декабря 1942 года П. И. Наумов совершил 215 боевых вылетов, провёл 40 воздушных боёв и сбил 12 вражеских самолётов лично (3 «Ю-52», 5 «Ю-87», 1 «Ю-88» 3 «Хе-111») и ещё семь в группе. Из них 41 боевой вылет произведён на штурмовку наземных войск противника, в ходе которых майором П. И. Наумовым уничтожено до 300 солдат и офицеров противника, 94 автомашины и 55 повозок с военными грузами, 3 бронемашины и 2 легковые машины, в одной из которых погиб вражеский генерал. 07.12.1942 года майор Наумов вылетел на перехват немецких транспортных самолётов «Ю-52» и в районе населённого пункта Бузиновка один из них, на борту которого находилось 27 высокопоставленных офицеров вермахта и один генерал, уничтожил. 22 декабря 1942 года в районе населённого пункта Тундутово четверка Наумова вступила в бой с 11 «Ю-87» и сбила четыре самолёта противника, один из которых на счету командира. 24.12.1942 в районе Бузиновки Петр Изотович сбил «Ме-109» и «Ю-52». 26.12.1942 года в паре защищал переправу через Волгу севернее Сталинграда и не допустил удара по ней немецких бомбардировщиков. Там же сбил вражеский «Хе-111». Эскадрилья Петра Изотовича Наумова прикрывала позиции 275-й пехотной дивизии, командование которой неоднократно выносило эскадрилье Наумова благодарности и выражало восхищение отважными действиями лётчиков эскадрильи.
С января 1943 года подразделения Сталинградского фронта были переданы в состав Южного фронта второго формирования. К январю 1943 года эскадрилья старшего лейтенанта П. И. Наумова совершила 88 боевых вылетов, в 22 воздушных боях сбила 22 самолёта противника. В январе 1943 года Петра Изотовича произвели в капитаны и назначили инспектором-лётчиком по технике пилотирования 201-й истребительной авиационной дивизии. Указом Президиума Верховного Совета СССР от 08.02.1943 капитан П. И. Наумов был награждён орденом Ленина.
В апреле 1943 года 235-я истребительная дивизия была подчинена Северо-Кавказскому фронту и входила сначала в состав 5-й воздушной армии (с 17.04.1943 по 30.04.1943 года), а затем 4-й воздушной армии (с 30.04.1943 года). В их составе П. И. Наумов участвовал в воздушных сражениях на Кубани, поддерживал десант в Мысхако, был произведён в майоры. В мае 1944 года майор П. И. Наумов стал командиром 13-го истребительного авиационного полка 201-й истребительной авиационной дивизии 2-го смешанного авиационного корпуса 4-й воздушной армии Северо-Кавказского фронта.
24 августа 1943 года майору П. И. Наумову за образцовое выполнение боевых заданий командования на фронте борьбы с немецкими захватчиками и проявленные при этом отвагу и геройство было присвоено звание Героя Советского Союза, а 28 августа 1943 года полк, которым командовал Пётр Изотович, был переименован в 111-й гвардейский истребительный авиационный полк в составе 10-й гвардейской авиационной дивизии 10-го истребительного авиационного корпуса.
К началу июля 1943 года 10-й истребительный авиационный корпус был спешно переброшен на Курскую Дугу и вошёл в состав 2-й воздушной армии Воронежского фронта. В её составе майор П. И. Наумов принял участие в Курской битве. Полк Наумова прикрывал позиции левого крыла Воронежского фронта в районе населённых пунктов Прохоровка, Обоянь и Ивня. Затем Пётр Изотович участвовал в Белгородско-Харьковской операции. Его полк прикрывал позиции 1-й и 5-й гвардейской танковых армий, а также обеспечивал выполнение боевых задач штурмовых и бомбардировочных авиационных подразделений.
В Киевской наступательной операции полк гвардии майора П. И. Наумова обеспечивал прикрытие штурмовиков и бомбардировщиков, прикрывал переправы через Днепр, участвовал в операциях по обороне и расширению Букринского плацдарма, освобождении города Киев. Затем в ходе Корсунь-Шевченковской операции принимал участие в ликвидации окружённой группировки противника. В апреле 1944 года дивизия, в которой служил Пётр Изотович, принимала участие в отражении контрнаступления немецких войск в Прикарпатье.

В августе 1944 года гвардии майор П. И. Наумов окончил курсы при Военно-воздушной академии, после чего его назначили командиром 3-го гвардейского истребительного авиационного полка 15-й гвардейской авиационной дивизии 8-й воздушной армии 4-го Украинского фронта (бывшая 235-я ИАД). В её составе полк принял участие в преодолении Карпат, освобождении Западной Украины, затем действовал на кошицком направлении. За 60 лётных дней в составе 4-го Украинского фронта полк гвардии майора П. И. Наумова совершил 1283 боевых вылета, из 710 них на сопровождение штурмовиков и бомбардировщиков, 241 на разведку, 305 на свободную охоту и штурмовку войск противника, 27 на прикрытие наземных частей. В результате проведенных штурмовок лётчиками полка уничтожено 190 автомашин, 21 паровоз, свыше 130 железнодорожных вагонов, 4 артиллерийские батареи, 4 склада, около 300 немецких солдат и офицеров, создано 16 очагов пожара, сбито 6 самолётов противника. 

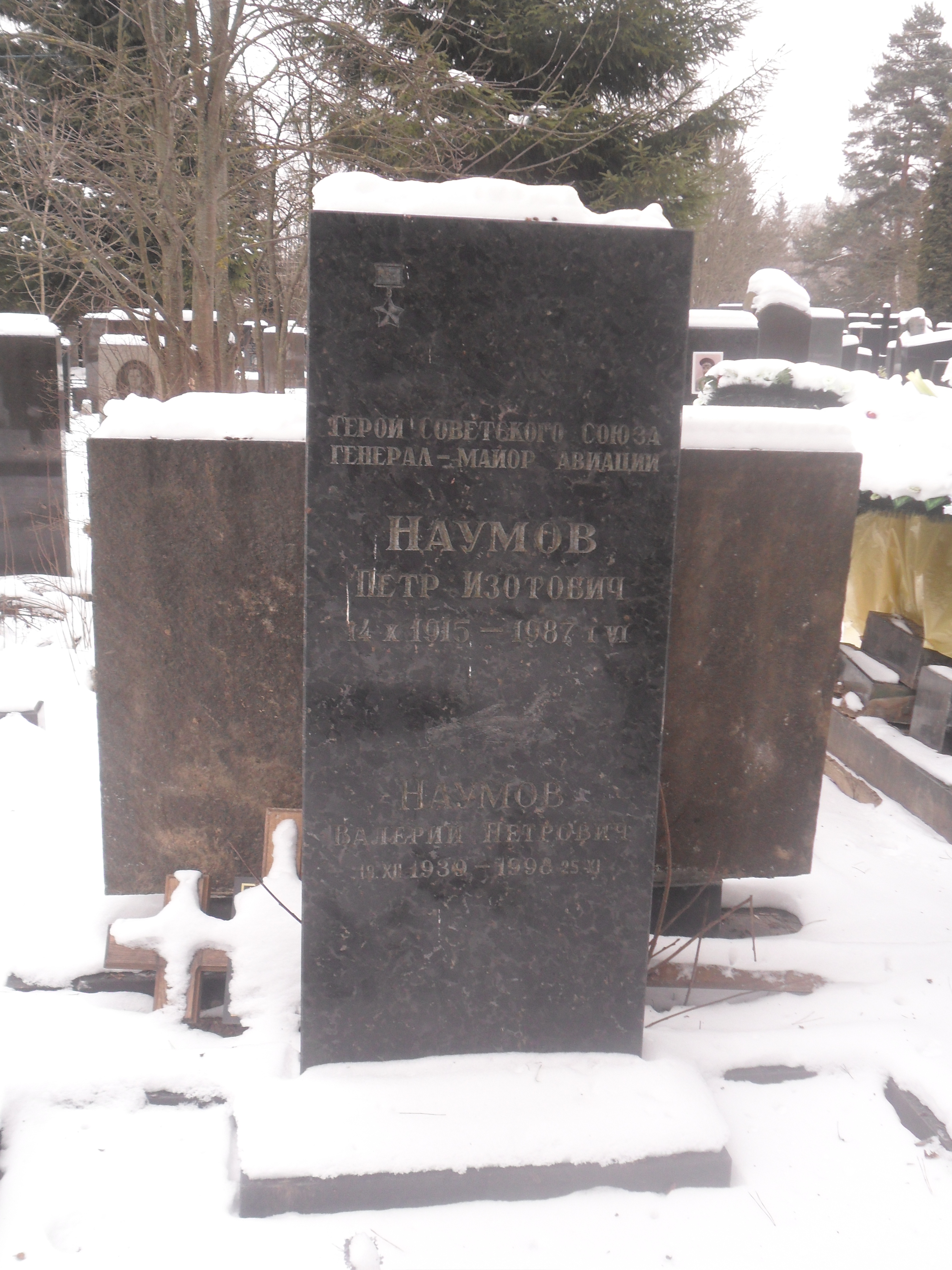
Могила П. И. Наумова на Кунцевском кладбище Москвы.

 Сам гвардии майор П. И. Наумов за этот период совершил 44 боевых вылета, при штурмовке уничтожил 13 автомашин, 2 зенитных точки, 6 паровозов, до 25 железнодорожных вагонов, до 30 солдат и офицеров противника. Под руководством Петра Изотовича полк достиг высокого качества выполнения боевых задач. За умелое командование полком гвардии майор П. И. Наумов был награждён орденом Кутузова 3 степени. В заключительные месяцы войны полк майора Наумова участвовал в Моравско-Остравской операции. Победу гвардии майор Пётр Изотович Наумов встретил в небе Чехословакии.
К маю 1945 года гвардии подполковник П. И. Наумов совершил 346 боевых вылетов, провёл 50 воздушных боёв, сбил лично 8 и в группе 4 самолёта, а по данным наградного листа на присвоение звания Героя Советского Союза одержал 12 личных и 7 групповых побед.
После войны Пётр Изотович продолжил службу в военно-воздушных силах СССР. Закончив Военно-воздушную академию (впоследствии Военно-воздушная академия имени Ю. А. Гагарина), он командовал различными авиационными полками, был заместителем командира и командиром истребительной авиационной дивизии. Прошёл путь от майора до генерал-майора. В 1956 году П. И. Наумов окончил Военную академию Генерального штаба Вооруженных Сил СССР, после чего был назначен начальником Ейского ордена Ленина военного авиационного училища имени И. В. Сталина. С 1965 года генерал-майор авиации Пётр Изотович Наумов в отставке. Жил в Москве. До выхода на пенсию работал инженером в Московском энергетическом институте.
1 июня 1987 года Пётр Изотович Наумов скончался. Похоронен на Кунцевском кладбище столицы.

## Награды
- Медаль «Золотая Звезда» (24.08.1943).
- два ордена Ленина (08.02.1943; 24.08.1943).
- три ордена Красного Знамени (09.11.1941; 19.07.1942; 1956[5]).
- орден Суворова III степени (17.05.1945).
- два ордена Отечественной войны I степени (24.01.1943; 06.04.1985).
- орден Красной Звезды (1951[5]).
- орден «Знак Почёта» (15.09.1961).
- Медали, в том числе:
  - «За боевые заслуги» (1946[5]);
  - «За оборону Сталинграда»;
  - «За оборону Кавказа»;
  - «За победу над Германией в Великой Отечественной войне 1941—1945 гг.»;
  - «Ветеран Вооружённых Сил СССР».

Иностранные:
- Военный крест (ЧССР) (1945).

## Список известных личных побед П. И. Наумова
| № | Дата       | Тип самолёта         | Место боя          |
| - | ---------- | -------------------- | ------------------ |
| 1 | 15.05.1942 | Messerschmitt        |                    |
| 2 | 21.11.1942 | Junkers Ju 87        | Сталинград         |
| 3 | 24.11.1942 | Messerschmitt Bf.110 | Мариновка          |
| 4 | 24.11.1942 | Junkers Ju 52        | Ивановка           |
| 5 | 07.12.42   | Junkers Ju 52        | Бузиновка          |
| 6 | 07.12.42   | Junkers Ju 52        | Верхне-Царицынский |

## Документы
- Общедоступный электронный банк документов «Подвиг Народа в Великой Отечественной войне 1941—1945 гг.» Дата обращения: 27 февраля 2012. Архивировано из оригинала 13 марта 2012 года.

Герой Советского Союза. Дата обращения: 2 июня 2013. Архивировано 3 июня 2013 года.
Орден Ленина. Дата обращения: 2 июня 2013. Архивировано 3 июня 2013 года.
Орден Красного Знамени (1941). Дата обращения: 2 июня 2013. Архивировано 3 июня 2013 года.
Орден Красного Знамени (1942). Дата обращения: 2 июня 2013. Архивировано 3 июня 2013 года.
Орден Суворова 3-й степени. Дата обращения: 2 июня 2013. Архивировано 3 июня 2013 года.
Орден Отечественной войны 1-й степени (1943). Дата обращения: 2 июня 2013. Архивировано 3 июня 2013 года.
Орден Отечественной войны 1-й степени (1985). Дата обращения: 2 июня 2013. Архивировано 3 июня 2013 года.